# Frau aktuell
frau aktuell ist eine wöchentlich erscheinende deutsche Frauenzeitschrift. Sie erscheint seit 1965 und wird von der FUNKE Women Group GmbH herausgegeben.
Die Zeitschrift wird dem "Markt der unterhaltenden Frauenzeitschriften" und der Regenbogenpresse zugerechnet und berichtet über das Leben prominenter Personen aus Film, Fernsehen, Adel, Musik und Showbusiness. Weitere Themenschwerpunkte sind Familie, Haushalt, Ernährung und Gesundheit, Mode, Kosmetik und das Fernsehprogramm.

## Auflagenstatistik
Im vierten Quartal 2012 lag die durchschnittliche verbreitete Auflage nach IVW bei 177.340 Exemplaren. Das sind 9.250 Exemplare pro Ausgabe weniger (−4,96 %) als im Vergleichsquartal des Vorjahres. Die Abonnentenzahl nahm innerhalb eines Jahres um 684 Abonnenten auf durchschnittlich 44.670 pro Ausgabe ab (−1,51 %); damit bezogen rund 25,19 % der Leser die Zeitschrift im Abo.